# Rue de l'Aude
La rue de l'Aude est une voie située dans le quartier du Parc-de-Montsouris du 14e arrondissement de Paris, en France.

## Origine du nom
Son nom fait référence au fleuve « Aude ».

## Historique
Cette voie, de la commune de Gentilly, qui s'appelait primitivement « chemin allant à Gentilly » fut transformée en rue sous le nom de « rue de Gentilly-Saint-Marcel », avant d'être classée dans la voirie parisienne en 1863 et de prendre, par arrêté municipal du 1er février 1877, le nom de « rue de l'Aude ».

## Bâtiments remarquables et lieux de mémoire
- La rue se termine en impasse par un escalier qui la relie à l'avenue René-Coty.

- Patrick Modiano y situe au numéro 28 l'adresse des héros-narrateurs de deux de ses romans, L'Horizon[1] et L'Herbe des nuits[2].

- Chaque année depuis 2017, une table de 340 mètres de long accueille 1000 convives pour un brunch le long de cette rue, faisant ainsi de cette table la plus longue de Paris[3],[4].

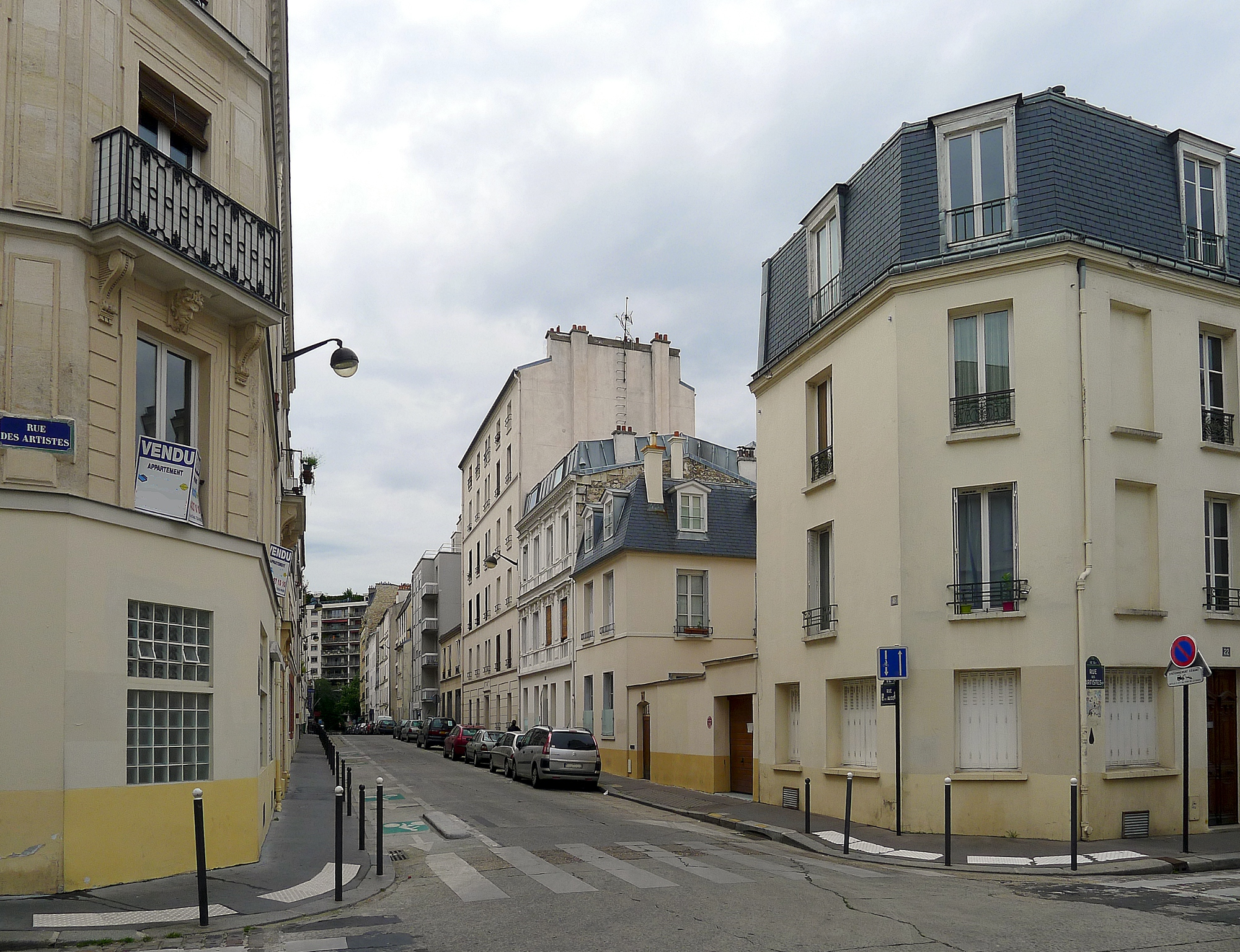
Vue de la rue au carrefour avec celle des Artistes.